# Diva (nome)
Diva  è un nome proprio di persona italiano femminile.

## Varianti
- Femminili: Divia[2]
  - Alterati: Divina[2], Divinia[2]
  - Composti: Divinangela[2]
- Maschili: Divo[1][2], Divio[2]
  - Alterati: Divino[1][2], Divinio[2]
  - Composti: Divinangelo[2]

## Origine e diffusione
È un gruppo di nomi basati sul latino divus, diva (ossia "dio", "dea"); la forma Divina può rappresentare sia un diminutivo che una ripresa diretta dell'aggettivo "divina".
Originariamente, si trattava di nomi di matrice affettiva, che venivano imposti per augurare alla nascitura grandi doti o per affidarlo all'amore divino (o per richiamare l'angelo custode, nel caso del composto Divinangelo). Più di recente, la forma base Diva può aver acquisito maggiore diffusione sia grazie alla fama della Casta Diva, un'aria della Norma di Bellini, sia come ripresa del termine "diva" (o "divina") inteso come epiteto ad attrici e cantanti di successo.
Per quanto riguarda la diffusione, è maggiormente attestato in Toscana. Va notato che la forma Divina è attestata anche in spagnolo e catalano, nelle quali rimanda all'attributo mariano di Divina Pastora, nonché in inglese, in questo caso con diretto riferimento all'aggettivo divine ("divina", "come una dea").

## Onomastico
L'onomastico si può festeggiare l'8 settembre in memoria di san Divo (o Dio), sacerdote e martire ad Alessandria d'Egitto sotto Diocleziano con i compagni Fausto e Ammonio.

## Persone

### Variante Divina
- Divina Galica, sciatrice alpina e pilota automobilistica britannica

### Variante maschile Divo
- Divo Barsotti, presbitero e monaco italiano
- Divo Vannucci, calciatore italiano

## Il nome nelle arti
- Diva è un personaggio della serie manga e anime di Junichi Fujisaku BLOOD+.